# 君仁親王
君仁親王（きみひとしんのう、天治2年5月24日（ユリウス暦：1125年6月27日） - 康治2年10月18日（1143年11月26日）は、平安時代後期の皇族。鳥羽天皇の第三皇子。母は中宮藤原璋子（待賢門院、権大納言藤原公実女、白河上皇養女）。同母姉に賀茂斎院となった禧子内親王、同母兄に崇徳天皇と夭折した通仁親王、同母妹に准母として立后した統子内親王（上西門院）、同母弟に後白河天皇と覚性入道親王がいる。通称は三宮、若宮。

## 来歴
誕生後数日で昏睡状態に陥ったが、鳥羽天皇の護持僧でもあった行尊大僧正が加持祈祷を行ったところ、その甲斐あってか意識は取り戻した。翌月16日に親王宣下を蒙り君仁と名づけられる。しかし生まれながら重度の障害があり、自力で床から起き上がることもできず、藤原頼長はその日記『台記』に「筋あり骨なし」と書き記すほどだった。誕生した翌年の11月に魚味始を行ったのが記録に残る唯一の公式行事で、以後その他一切の行事は行うことができなかったとみられ、生涯にわたって満足な会話を行うことすらできない状態だった。
保延6年（1140年）8月9日に出家したが、体調の好転を望むべくも無く康治2年（1143年）10月18日に薨去。享年19。